# Danijel Premerl
Danijel Premerl, (ur. 23 stycznia 1904 w Krapinie, zm. 1 października 1975 w Zagrzebiu), chorwacki piłkarz, występujący na pozycji środkowego pomocnika. Najlepszy jugosłowiański klasycznego typu, a dzięki swoim najlepszym cechom, czyli wielkiej waleczności, nieustępliwości i czasem nieraz brutalności w grze, zyskał wielkie uznanie u kibiców oraz przydomek "Nurmi".
Przez całą swoją karierę Premerl występował w klubach zagrzebskich. Zaczął w klubie juniorskim w roku 1919 w barwach HAŠK-u, gdzie poznał czechosłowackiego trenera Františka Koželucha, który wywarł wielki wpływ na zawodnika w późniejszych latach jego gry. W zespole występował do roku 1927, kiedy to przeszedł do zespołu HŠK Concordia. Wraz z zespołem w roku 1930 wywalczył mistrzostwo Jugosławii. W roku 1932 przeniósł się do zespołu Građanskiego Zagrzeb, w którym grał przez sześć lat do roku 1938, kiedy to ponownie przeniósł się do zespołu ZSK Victoria Zagrzeb. Grał tam aż do roku 1941. Był jednym z nielicznych graczy, którzy występowali w swojej karierze we wszystkich czterech klubach ze stolicy Chorwacji.
- HAŠK Zagrzeb, 1919–1926
- ZSK Victoria Zagrzeb, 1926–1927
- HŠK Concordia Zagrzeb, 1927–1932
- HŠK Građanski Zagrzeb, 1932–1938
- ZSK Victoria Zagrzeb, 1939–1941

W latach 1924–1935 występował w reprezentacji miasta Zagrzebia. Oficjalnie wystąpił 22 razy w reprezentacji miasta, jednak z nieoficjalnych źródeł historycznych wynika, że Premerl wystąpił w około 75 meczach reprezentacji. Dwukrotnie wystąpił w reprezentacji "B" (1927–1928). W reprezentacji Jugosławii wystąpił 29 razy i zdobył 1 gola (przeciwko Rumunii w Belgradzie, w roku 1930). Zdobył gola na 1:0, a Jugosławia wygrała ten mecz 2:1. W reprezentacji zadebiutował 28 października 1925 w meczu przeciwko Czechosłowacji rozgrywanym w Pradze, przegranym przez Jugosławię aż 0:7. W reprezentacji wystąpił ostatni raz 30 czerwca 1932 w Belgradzie w meczu przeciwko Bułgarii. Jugosławia przegrała ten mecz 2:3. Był członkiem ekipy jugosłowiańskiej ekipy na Igrzyska Olimpijskie 1928 w Amsterdamie.
- 1. 28 października 1925 Praga, Czechosłowacja -  Królestwo SHS 7:0
- 2. 4 listopada 1925 Padwa,  Włochy -  Królestwo SHS 2:1
- 3. 30 maja 1926 Zagrzeb,  Królestwo SHS -  Bułgaria 3:1
- 4. 13 czerwca 1926, Paryż,  Francja -  Królestwo SHS 4:1
- 5. 28 czerwca 1926 Zagrzeb,  Królestwo SHS - Czechosłowacja 2:6
- 6. 3 października 1926 Zagrzeb,  Królestwo SHS -  Rumunia 2:3
- 7. 10 kwietnia 1927 Budapeszt,  Węgry -  Królestwo SHS 3:0
- 8. 10 maja 1927 Bukareszt,  Rumunia -  Królestwo SHS 0:3
- 9. 15 maja 1927 Sofia,  Bułgaria -  Królestwo SHS 0:2
- 10. 31 lipca 1927 Belgrad,  Królestwo SHS - Czechosłowacja 1:1
- 11. 28 października 1927 Praga, Czechosłowacja -  Królestwo SHS 5:3
- 12. 29 maja 1928 Amsterdam,  Królestwo SHS -  Portugalia 1:2
- 13. 10 maja 1929 Bukareszt,  Rumunia -  Jugosławia 2:3
- 14. 28 czerwca 1929 Zagrzeb,  Jugosławia - Czechosłowacja 3:3
- 15. 28 października 1929 Praga, Czechosłowacja -  Jugosławia 4:3
- 16. 4 maja 1930 Belgrad,  Jugosławia -  Rumunia 2:1
- 17. 16 listopada 1930 Sofia,  Bułgaria -  Jugosławia 0:3
- 18. 15 marca 1931 Belgrad,  Jugosławia -  Grecja 4:1
- 19. 19 kwietnia 1931 Belgrad,  Jugosławia -  Bułgaria 1:0
- 20. 21 maja 1931 Belgrad,  Jugosławia -  Węgry 3:2
- 21. 28 czerwca 1931 Zagrzeb,  Jugosławia -  Rumunia 2:4
- 22. 2 sierpnia 1931 Belgrad,  Jugosławia - Czechosłowacja 2:1
- 23. 2 października 1931 Sofia,  Jugosławia -  Turcja 0:2
- 24. 4 października 1931 Sofia,  Bułgaria -  Jugosławia 3:2
- 25. 24 kwietnia 1932 Oviedo,  Hiszpania -  Jugosławia 2:1
- 26. 3 maja 1932 Lizbona,  Portugalia -  Jugosławia 3:2
- 27. 29 maja 1932 Zagrzeb,  Jugosławia -  Polska 0:3
- 28. 5 czerwca 1932 Belgrad,  Jugosławia -  Francja 2:1
- 29. 30 czerwca 1932 Belgrad,  Jugosławia -  Bułgaria 2:3

Po zakończeniu kariery szkolił młodzież i był trenerem zagrzebskich klubów ZŠK Victoria, ŽŠK Makabi,
ŠK Ferraria i NK Tekstilec. Był także trenerem takich zespołów jak pochodzący ze Słowenii Drava Ptuj, Dinamo Vinkovci i Žvecevo Slavonska Požega. Zmarł w swoim domu w Zagrzebiu, w wieku 71 lat.